# Yesterday (pel·lícula de 1985)
Yesterday és una pel·lícula dramàtica polonesa de 1985 dirigida per Radosław Piwowarski. La pel·lícula va ser seleccionada per Polònia per a la categoria de l'Oscar a la millor pel·lícula de parla no anglesa, però no va entrar entre els finalistes.

## Argument
Ambientada en els anys 60 en una petita ciutat de províncies, quatre adolescents de secundària s'enfronten a la graduació, però l'única cosa que tenen al cap és com atreure a l'audiència local a un concert amb els èxits dels Beatles, interpretats per la seva banda. Res surt segons el planejat.

## Repartiment
| Actor               | Personatge           |
| ------------------- | -------------------- |
| Piotr Siwkiewicz    | Pawel Mitura "Ringo" |
| Anna Kaźmierczak    | Ania                 |
| Andrzej Zieliński   | John                 |
| Krzysztof Majchrzak | Biegacz              |
| Krystyna Feldman    | Ciotka               |
| Henryk Bista        | Director             |
| Waldemar Ignaczak   | George               |
| Robert Piechota     | Paul                 |
| Stanislaw Brudny    | Ksiacz               |

## Premis
Festival Internacional de Cinema de Sant Sebastià
| Any  | Categoria                             | Pel·lícula          | Resultat  |
| ---- | ------------------------------------- | ------------------- | --------- |
| 1985 | Conquilla d'Or a la millor pel·lícula | Radosław Piwowarski | Guanyador |
| 1985 | Conquilla de Plata al millor actor    | Piotr Siwkiewicz    | Guanyador |
| 1985 | Premi de l'Ateneo Guipuzcoano         | Radosław Piwowarski | Guanyador |